# Nagy hőscincér
A nagy hőscincér (Cerambyx cerdo) a rovarok (Insecta) osztályának bogarak (Coleoptera) rendjébe, ezen belül a mindenevő bogarak (Polyphaga) alrendjébe és a cincérfélék (Cerambycidae) családjába tartozó faj.

## Előfordulása
A nagy hőscincér eredetileg egész Európában honos volt, napjainkra Közép-Európa nagy részén már kipusztult. Rendszeresen még Kelet- és Délkelet-Európában fordul elő. Bár még Magyarország középhegységi tölgyeseiben is elég gyakori, az Alföldön szinte kizárólag fás legelőkön és hasonló helyeken lehet rábukkanni.

## Megjelenése
A nagy hőscincér 2,5-5,5 centiméter hosszú. Európa egyik legszebb és legnagyobb bogara. A bogár színe fekete.

## Életmódja
A nagy hőscincér szaproxilofág bogárfaj.  Hegy- és dombvidéki tölgyesek, síksági keményfaligetek, fáslegelők és parkok lakója, ahol idős fák is vannak. Legnagyobb számban ott található, ahol igen öreg, magányos vagy kisebb csoportokban álló kocsányos tölgyek élnek, de megtelepszik kocsánytalan tölgyben, csertölgyben, molyhos tölgyben és ritkán szelídgesztenyében is. Csak azokat a sérült, de még élő fákat támadja meg, amelyek törzsét legalább részben erősen süti a nap. Ezért zárt erdőknek inkább csak a szélén vagy nyiladékaiban, illetve a lombkorona vastag ágaiban telepszik meg. Fás legelőkön azonban egészen a talajszintig leérnek az imágók kirepülőnyílásai.
A bogarak alkonyatkor és éjszaka aktívak. A tölgyek kifolyó nedveit szívogatják; az egészséges fákat rendszerint elkerülik. Ha mégis megjelennek rajtuk, ez olyan károsodásra utal, amelynek oka többnyire másban kereshető.
A cincér lárvái a fakéreg alatt élnek, később a tölgyek élő törzsébe is mélyen berágják magukat. A fa nem pusztul el, a kétujjnyi vastagságú, kanyargós járatok a kéreg alól a fatest mélyebb részeibe hatolnak, azt tönkretéve. Az elpusztult részekről a kéreg leválik, a járatok láthatóvá válnak. 3-4 év után a 10 centiméter hosszú lárvák a járat végében bebábozódnak. A bogár még ősszel kibújik, de csak a következő év májusában  jön elő a fából. Május végétől júliusig rajzik szürkületkor repülve keresi fel párját.

## Magyarországon előforduló rokon fajok
- Katonás hőscincér (Cerambyx miles) (Bonelli, 1812)
- Kis hőscincér (Cerambyx scopolii) (Füssli, 1775)
- Molyhos hőscincér (Cerambyx welensii) (Küster, 1846) (=Cerambyx velutinus (Brullé, 1832))